# Comuna Trușevîci, Starîi Sambir
Trușevîci (în ucraineană Трушевичі) este o comună în raionul Starîi Sambir, regiunea Liov, Ucraina, formată din satele Peredilnîțea, Pidmostîci și Trușevîci (reședința).

## Demografie
Componența lingvistică a comunei Trușevîci
     Ucraineană (99,12%)
     Alte limbi (0,88%)
Conform recensământului din 2001, majoritatea populației comunei Trușevîci era vorbitoare de ucraineană (99,12%), existând în minoritate și vorbitori de alte limbi.